# Robert Douglas (1703-1745)
Robert Douglas (1703 – 30 avril 1745) de Saint-Ola, Orcades est un militaire et homme politique écossais.

## Biographie
Il est le troisième fils de George Douglas (13e comte de Morton), il rejoint l'armée britannique en 1721, comme enseigne au 31e régiment d'infanterie, devenant colonel en 1743, quand il devient aide-de-camp du roi Georges II.
Quand son père accède à la pairie en 1730, Robert est élu à sa place en tant que député pour les Orcades et les Shetland. Il occupe le siège jusqu'à sa mort en 1745 à la bataille de Fontenoy.